# Jack và cây đậu thần
"Jack và cây đậu thần" là một câu chuyện thần tiên nước Anh. Câu chuyện được biết sớm nhất thông qua bản in của Benjamin Tabart năm 1807. "Felix Summerly" (Henry Cole) phổ biến trong The Home Treasury (1842), và Joseph Jacobs đã viết lại trong English Fairy Tales (1890). Phiên bản của  là được nhiều người biết đến nhất thông qua các đợt tái bản và được gần gũi hơn là bản truyền miệng của Tabart.

## Nội dung
Jack là một cậu bé sống với người mẹ và nguồn thu nhập chính của họ chỉ là chăn bò. Khi con bò không còn khả năng cho sữa nữa, mẹ Jack bảo cậu đem con bò ra chợ bán. Trên đường đi, cậu gặp một ông lão, ông gợi ý đổi hạt đậu thần với con bò cậu đồng ý. Khi cậu về nhà với tay không mẹ cậu nổi giận và ném những hạt đậu xuống đất và bắt cậu đi ngủ.
Hôm sau cây đậu thần lớn nhanh như thổi, Jack đã leo lên tận trời xanh. Có một lâu đài của người khổng lồ trên những đám mây và cậu đã lẻn vào. Khi người khổng lồ trở lại cảm thấy có người gần đó và nói:
Fee-fi-fo-fum!
Ta ngửi thấy mùi máu của người nước Anh
Ngươi còn sống hay ngươi đã chết
Ta sẽ nghiền nát xương của ngươi để làm bánh của ta.
Khi người khổng lồ ngủ, Jack đánh cắp túi tiền vàng của  người khổng lồ và leo xuống cây đậu thần.
Cậu tiếp tục leo lên cây đậu lần thứ hai biết thêm những kho báu khác và tiếp tục lấy nó khi người khổng lồ ngủ: trước hết là trứng vàng do con ngỗng đẻ  (hay con gà mái như các dị bản; khá giống câu thành ngữ "giết ngỗng để lấy trứng vàng ") và sau đó là đàn hạc nhưng sau đó cây đàn tự vang lên. Người khổng lồ tỉnh giấc đuổi theo anh trên cây đậu. Jack gọi mẹ lấy cho cây rìu và chặt cây đậu trong lúc người khổng lồ sắp  xuống tới mặt đất, người khổng lồ ngã và chết. Jack và mẹ sau đó sống vui vẻ sau khi có được kho báu từ người khổng lồ.